# 聯漾村
聯漾村是浙江省湖州市吳興區織里鎮下轄的一個行政村，位於織裡鎮西北部，西與八裡店鎮五星村相鄰，北與織裡元通橋村相隔一條湖港，東與織裡大港村交界，申蘇浙皖高速公路挺立村南，晟太公路貫穿其中。
聯漾村現有農戶368戶，全村人口1500人，轄7個自然村，19個村民小組，有水田1365畝、桑地305畝，2007年村集體收入21萬元，村民人均收入10540元。